# Inmaculada Nieto Castro
Inmaculada Nieto Castro   (Algesires, 15 de març de 1971) és una politòloga i política andalusa, portaveu del Grup Unides Podem per Andalusia i diputada del Parlament d'Andalusia per la circumscripció de Cadis. El 6 de maig de 2022 se la va designar cap de llista de Per Andalusia, candidatura conjunta d'IULV-CA, Podem Andalusia, Més País, Iniciativa del Poble Andalús, Verds Equo i Aliança Verda per a les eleccions al Parlament d'Andalusia del mateix any.

## Biografia

### Formació acadèmica
Inmaculada Nieto és llicenciada en Ciències Polítiques per la Universitat de Granada i té un Màster en Administració Pública. També posseeix el títol de Tècnic Superior en Prevenció de Riscos Laborals. Estudia Dret a la Universitat de Cadis.

### Trajectòria política
Nieto és filiada de Comissions Obreres, sindicat en què ha estat membre de l'executiva comarcal del Campo de Gibraltar; i d'Esquerra Unida, partit del qual forma part de l'executiva federal dirigida per Alberto Garzón. Des del 2021 és responsable de política institucional de la formació.
Va ser regidora de l'Ajuntament d'Algesires on va exercir el càrrec de primera tinent d'alcalde i regidora delegada de Cultura, Fira i Festes des de juny de 2007 fins a juny de 2011. En aquesta etapa va rebre la Insígnia de Plata del Sindicat Unificat de Policia en reconeixement de la seva aportació en la defensa dels drets i llibertats al Cos Nacional de la Policia.
Diputada del Parlament d'Andalusia, exerceix com a portaveu del Grup Parlamentari d'Unides Podem per Andalusia des del 2019, càrrec en què va rellevar Antonio Maíllo després de la seva renúncia. Com a diputada andalusa s'ha destacat pel seu treball com a portaveu a la Comissió de Salut i Famílies, i exerceix de portaveu del seu grup a les comissions d'Ocupació, Formació i Treball Autònom i en Desenvolupament Estatutari.